# Dalheim-Blankenrode
Dalheim-Blankenrode war bis 1952 eine Gemeinde im westfälischen Kreis Büren. Heute gehören die Ortsteile Blankenrode und Dalheim zur Stadt Lichtenau und der Ortsteil Elisenhof zur Stadt Bad Wünnenberg im nordrhein-westfälischen Kreis Paderborn.

## Geographie

### Lage
Die Gemeinde Dalheim-Blankenrode lag im Südosten des Kreises Büren.

### Nachbargemeinden
Nachbargemeinden waren Husen im Amt Atteln, Holtheim im Amt Lichtenau (beide im Kreis Büren), Scherfede und eine Exklave der Stadt Warburg (beide im Kreis Warburg), Oesdorf und Meerhof im Amt Wünnenberg, Helmern und Atteln im Amt Atteln (alle vier im Kreis Büren).

## Geschichte
Die drei Orte Dalheim, Blankenrode und Elisenhof bildeten seit der Franzosenzeit die Gemeinde Dalheim-Blankenrode, die 1816 zum neuen Kreis Büren kam und in diesem zum Amt Atteln gehörte. Die Gemeinde Dalheim-Blankenrode wurde am 10. August 1952 aufgelöst. Aus ihrem Gebiet entstanden die drei neuen Gemeinden Blankenrode, Dalheim und Elisenhof. Alle drei gehörten zum Amt Atteln im Kreis Büren. Mit Inkrafttreten des Sauerland/Paderborn-Gesetzes am 1. Januar 1975 wurden die meisten Gemeinden des Amtes Atteln und somit auch Blankenrode und Dalheim mit den Gemeinden des Amtes Lichtenau zur neuen Stadt Lichtenau zusammengelegt. Rechtsnachfolgerin des aufgelösten Amtes Atteln und der beiden aufgelösten Gemeinden ist die Stadt Lichtenau. Die Gemeinde Elisenhof wurde hingegen in die Stadt Bad Wünnenberg eingegliedert. Beide Städte kamen zum Kreis Paderborn.